# Megalograptus
Il megalograpto (gen. Megalograptus) era un euripteride (o scorpione di mare) vissuto nell'Ordoviciano (tra 460 e 445 milioni di anni fa). I suoi resti sono stati ritrovati in Nordamerica.

## Descrizione
Questo animale era uno degli euripteridi più antichi, ma i suoi resti fossili inizialmente furono scambiati per quelli di graptoliti giganti (da qui il nome Megalograptus). Lungo circa un metro e venti, questo animale era un predatore di piccoli pesci, trilobiti, ortoceratidi e altri scorpioni di mare. Per catturare le sue prede, il megalograpto usava le spine presenti sulle sue chele, agitandole nella sabbia di fondale. La coda, priva del pungiglione aveva solo funzione natatoria. Le due specie conosciute sono M. welchi e M. ohioensis.